# Gerhard Vohwinkel
Gerhard Vohwinkel (* 25. April 1932 in Hamburg; † 5. Juni 2025 in Berlin) war ein deutscher Trompeter des Dixieland Jazz. Er galt lange als einer der besten deutschen Trompeter im traditionellen Stil. Nach einigen Jahren als Profimusiker war er 1960 Mitbegründer der Hamburger Old Merry Tale Jazzband. 1969 gründete er in München die Allotria Jazzband. Für beide Amateurensembles komponierte und arrangierte er auch.

## Leben und Wirken
Vohwinkel lernte im Alter von 20 Jahren Trompete als Autodidakt. Seit 1954 gehörte er zu verschiedenen Hamburger Bands, etwa dem Original Barrelhouse Orchestra Hamburg, in dessen Skiffle Group er auch als Gitarrist wirkte. Auch gastierte er zeitweilig als Banjospieler bei Ken Colyer. Zwischen 1956 und 1958 gehörte er als Trompeter und Arrangeur zu Papa Bue’s Viking Jazzband in Dänemark, die mit ihm 1956 ihre ersten Aufnahmen bei Storyville Records einspielte. Ab 1959 gehörte er, zurück in Hamburg, zur Old Merry Tale Jazzband, die er zu einer Profi-Band umformte. Aus persönlichen Gründen zog Vohwinkel 1961 nach Berlin, wo ihn Hawe Schneider zu seinen Spree City Stompers holte, mit denen er auch im Film Verrückt und zugenäht zu sehen war; 1966 ging er mit seinen eigenen Gentlemen of Jazz auf Afrikatournee. 1969 gründete er, mittlerweile in München beruflich tätig, die Allotria Jazzband. 1985 übernahm er die musikalische Leitung von Addi Münsters Old Merry Tale Jazzband, die er bis 2012 innehatte. Daneben trat er mit seiner Combo Gerhard Vohwinkel & his Gentlemen auf. Tom Lord verzeichnet 39 Aufnahmesitzungen zwischen 1956 und 1998, an denen Vohwinkel beteiligt war.
Vohwinkel komponierte Stücke wie den Allotria Swing, Captain Cooper and his Crew, Kongo Jazz oder den Benny Moten Jump. Die ARD widmete seinem Schaffen einen zweiteiligen Film. 2002 erhielt er den Louis-Armstrong-Gedächtnis-Preis.

## Diskografie (Auswahl)
- Hallo, Mr. Dixieland – Gerhard Vohwinkel and His Gentlemen. Mit Heinz Wolff, Enrique Crespo, Charly Höllering, Wilson de Oliveira, Achim Scherz, Helmut Hertel, Tilo Wedell, Lothar Scharf (Darnok; 1973)
- Viel Allotria um Classique. Mit der Allotria Jazzband München (Ariola; 1975)
- My Very Good Friends. Mit der Allotria Jazzband München (Viva Records o. J.)
- The Best of Allotria Jazz Band. Mit der Allotria Jazzband München (1986)

## Lexikalische Einträge
- Jürgen Wölfer: Jazz in Deutschland. Das Lexikon. Alle Musiker und Plattenfirmen von 1920 bis heute. Hannibal, Höfen 2008, ISBN 978-3-85445-274-4.